# Анциферово (Сосновский сельсовет, Вологодский район)
Анциферово — деревня в Вологодском районе Вологодской области.
Входит в состав Сосновского сельского поселения, с точки зрения административно-территориального деления — в Сосновский сельсовет.
Расстояние по автодороге до районного центра Вологды — 24,5 км, до центра муниципального образования Сосновки — 5 км. Ближайшие населённые пункты — Малое Чертищево, Юркино, Бабцыно, Савкино, Голузино.
По переписи 2002 года население — 23 человека (12 мужчин, 11 женщин). Всё население — русские.